# Christina van Denemarken (1521-1590)

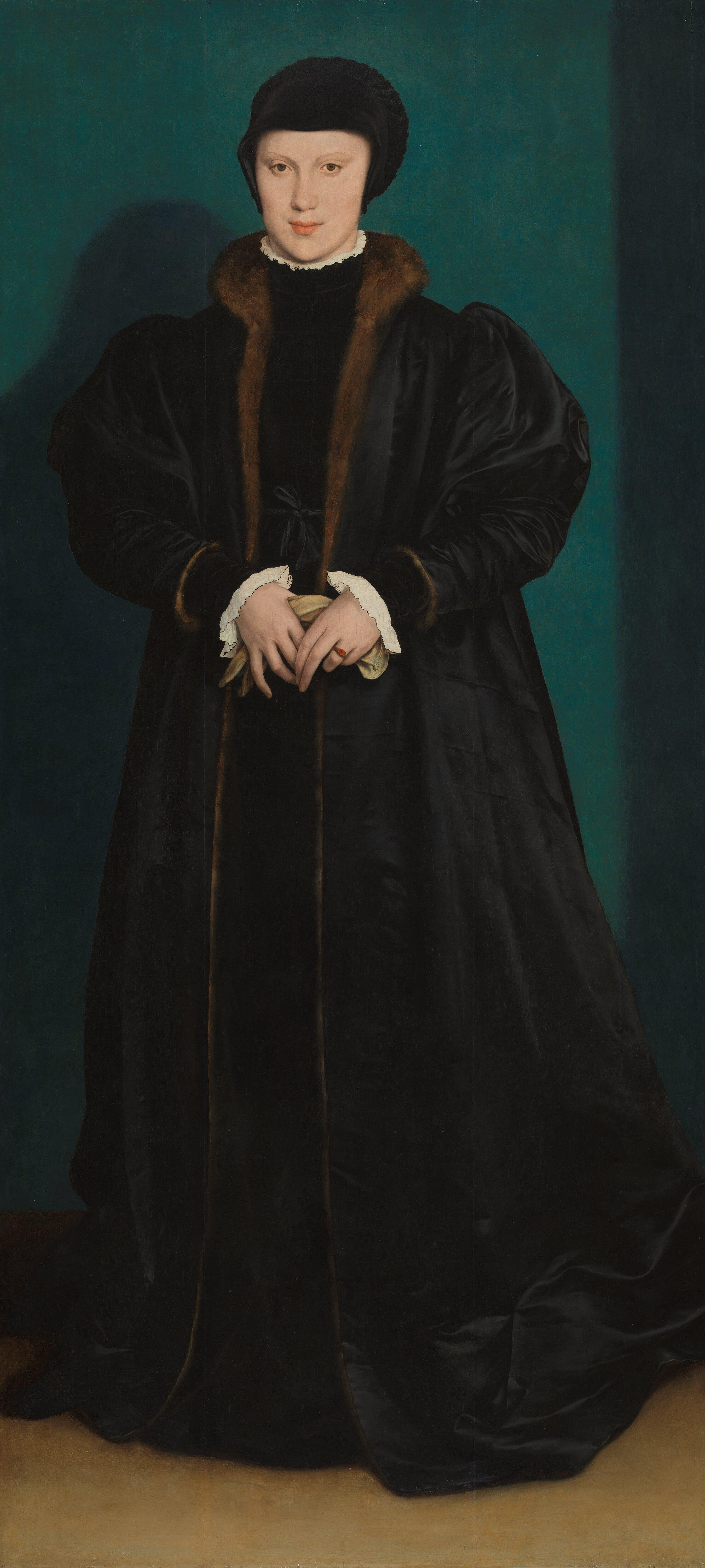
Portret van Christina van Denemarken door Hans Holbein de Jonge (1538)

Christina van Denemarken (Kopenhagen, november 1521 — Alessandria of Tortona, 10 december 1590) was de jongste dochter van koning Christiaan II van Denemarken en van Isabella van Habsburg. Zij was door haar huwelijken achtereenvolgens hertogin van Milaan en hertogin van Lotharingen. Zij vergezelde haar oom keizer Karel V naar Gent tijdens het onderdrukken van de Gentse Opstand.

## Biografie
Haar ouders waren koning Christiaan II van Denemarken en Isabella van Habsburg. Zij verloren in 1523 hun troon en woonden vanaf 1524 in ballingschap te Lier, waar ze hun kleine hof tot een centrum van lutheranisme maakten. Na de dood van Isabella in januari 1526 ontstond er controverse over de vraag of ze luthers dan wel katholiek was gestorven. Voor het Habsburgse hof was dit aanleiding om Christina en Christiaans andere kinderen bij hem weg te halen.
Christina trouwde in 1533 op 12-jarige leeftijd met Francesco II Sforza, hertog van Milaan, die echter al in 1535 stierf.
In 1538 kwam de Duitse schilder Hans Holbein de Jonge naar Brussel om Christina te schilderen. Holbein had van Hendrik VIII van Engeland de opdracht gekregen portretten te maken van een aantal adellijke dames, die eventueel zijn bruid zouden kunnen worden na de dood van zijn derde vrouw Jane Seymour in 1537. De zestienjarige Christina maakte er tegen de Engelse ambassadeur echter geen geheim van dat zij niet wenste te trouwen met de Engelse koning, die de naam had dat hij zijn echtgenotes slecht behandelde. Met een apocrief bon mot zou ze tegen de ambassadeur gezegd hebben: Als ik twee hoofden had, zou ik er één ter beschikking stellen van de koning van Engeland.
Dit verwijst naar het lot van Hendrik VIII's tweede vrouw Anna Boleyn, die was onthoofd.
Na haar afwijzing van Hendrik trouwde zij in 1541 met Frans I van Lotharingen, hertog van Bar. Hij was in het verleden verloofd geweest met Anna van Kleef, die uiteindelijk de vierde echtgenote van Hendrik VIII werd. Na de dood van haar echtgenoot in 1545 werd Christina regentes van Lotharingen voor haar minderjarige zoon.
In de periode 1550-1560 hadden Wilhelm von Grumbach en Peder Oxe plannen om koning Frederik II van Denemarken van de troon te stoten ten voordele van zijn achternicht Christina. Deze plannen hadden echter geen succes. Ze was gastvrouw bij de onderhandelingen voor de Vrede van Cateau-Cambrésis (2 en 3 april 1559) tussen Frankrijk en Engeland en het Duitse rijk.

## Nakomelingen
Uit het huwelijk van Christina van Denemarken en Frans I van Lotharingen werden drie kinderen geboren:
- Karel III van Lotharingen (15 februari 1543 - 14 mei 1608)
- Renata van Lotharingen (20 april 1544 - 22 mei 1602)
- Dorothea van Lotharingen (24 mei 1545 - 2 juni 1621)